# Johnnie Walker
Pour les articles homonymes, voir Johnnie Walker (homonymie) et Walker.

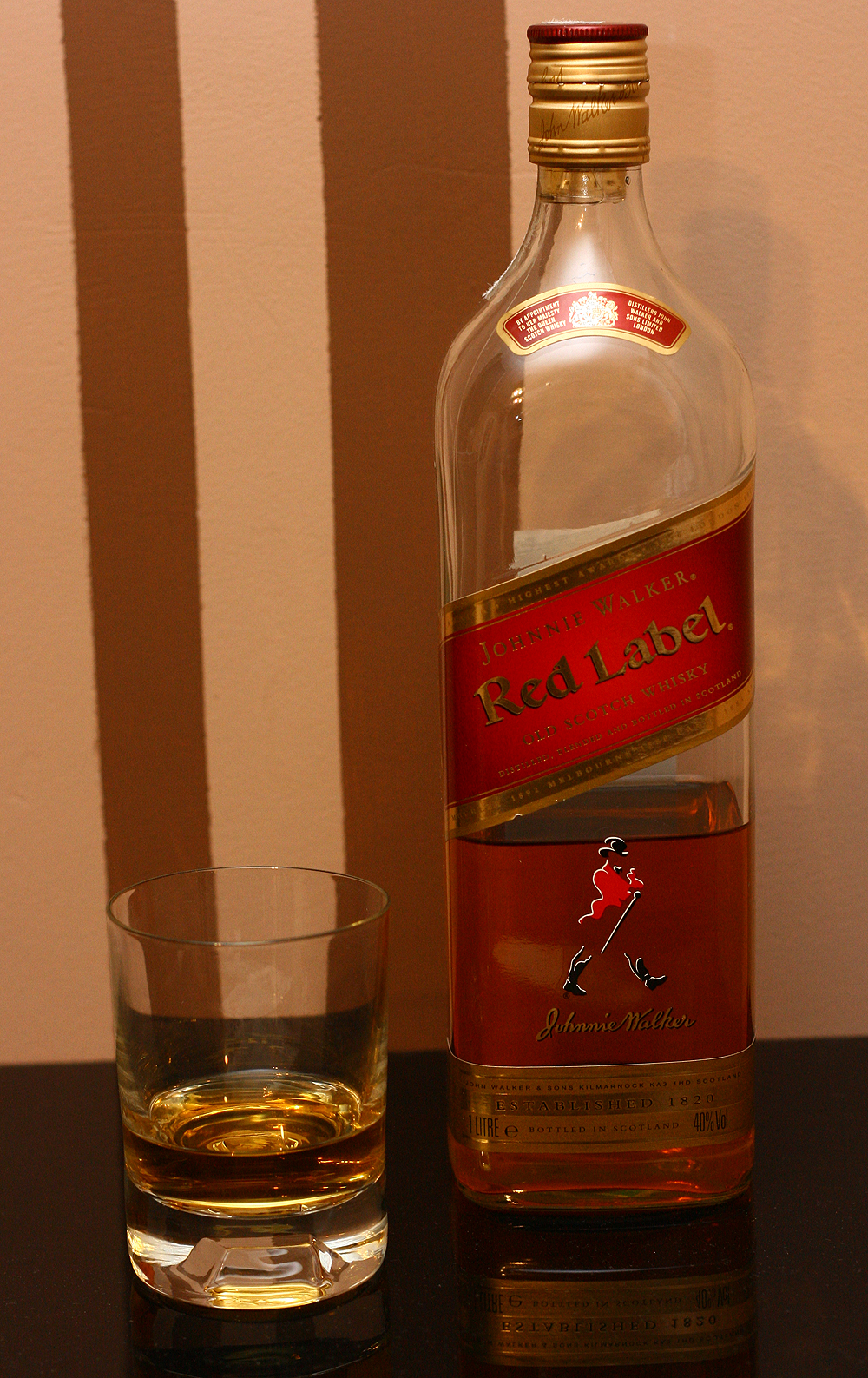
Une bouteille de Johnnie Walker Red Label entamée.

Johnnie Walker est une marque de scotch de type blended mondialement connue. Elle appartient au groupe Diageo.

## Histoire
Connu à l'origine sous le nom de Walker's Kilmarnock Whisky, la marque Johnnie Walker est un héritage laissé par John Walker. John Walker était un petit épicier de Kilmarnock, dans l'Ayrshire, en Écosse qui a commencé, en 1820, à distiller et à vendre du whisky, à qui il donne son nom, dans son épicerie. La marque acquiert sa notoriété après la mort de J. Walker en 1857, c'est son fils, Alexander Walker (puis son petit-fils, Alexander Walker II) et James Stevenson son directeur commercial qui développent la renommée de la marque. 
Avant 1860, la vente de blended whisky est illégale. À cette époque, John Walker vend plusieurs types de whisky, dont son 'Walker’s Kilmarnock'. C'est en 1865 que son fils Alexander produit le premier blended : Walker’s Old Highland, et introduit la bouteille carrée en 1870. L'autre caractéristique de cette bouteille est la position de l'étiquette, inclinée d'un angle de 24 degrés.

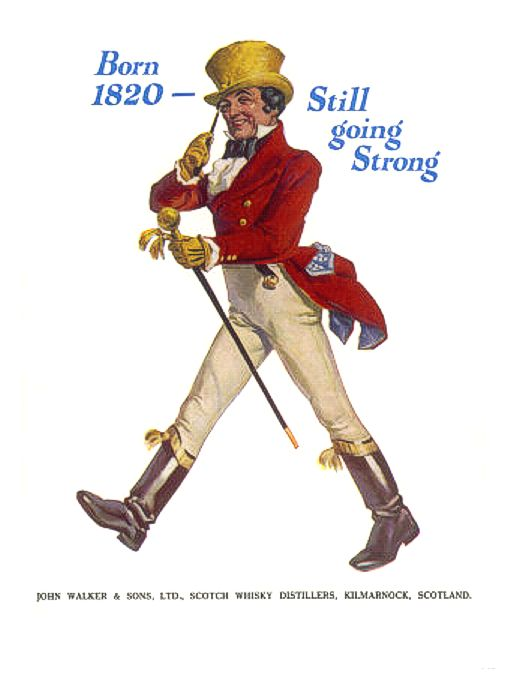
Le logo de Johnnie Walker dessiné par Tom Browne.

Entre 1906 et 1909, les petits-fils de John, George et Alexander II, étendent la gamme et introduisent les dénominations couleur. En 1908, quand James Stevenson est gérant, il y a une reprise des appellations de la marque. L'appellation du whisky passa de Walker's Kilmarnock Whiskies à Johnnie Walker Whisky. Le slogan, « Born 1820 – Still going Strong! » est créé en même temps que la silhouette de l'homme marchant à grands pas conçue par le célèbre dessinateur Tom Browne, sous l'impulsion de James Stevenson. Cette silhouette va être utilisée pendant près de cinquante ans.
Le Johnnie Walker White  est abandonné pendant la Première Guerre mondiale. En 1932, Alexander II ajoute le Johnnie Walker Swing à la gamme.
Les whiskies Johnnie Walker ont été longtemps assemblés à Kilmarnock, dans une grande usine juste au Nord de la  station de chemin de fer de la ville. On peut toujours voir les entrepôts historiques et les bureaux de la société, qui abritent maintenant d'autres activités, des bureaux de la collectivité locale. En 2009, Diageo a en effet annoncé la fermeture de ce centre de mise en bouteilles de Kilmarnock (ce qui a entraîné la suppression de 700 emplois), et de la distillerie de Port Dundas à Glasgow (avec 200 autres emplois supprimés à la clé). Le 23 mars 2012, la BBC annonce que la dernière bouteille a été produite ce même jour à Kilmarnock.
En 2022,  le Johnnie Walker est en tête dans le monde, en chiffre d'affaires généré, des ventes de whiskys écossais, selon The Spirits Business (en).

## Produits
La gamme se décompose en « label » :
Red labelLe produit phare de la gamme, essentiellement destiné aux cocktails. Il s'en vend 120 millions de bouteilles par an, ce qui en fait le whisky le plus consommé au monde. Ce blend très équilibré, malté et légèrement tourbé est obtenu à partir de près de 35 whiskies de grain et single malt.
Black labelUn blend marqué par une maturité plus importante. Les whiskies qui constituent ce blend ont entre 12 ans d'âge et 20 ans d'âge. Ce blend aurait été le scotch préféré de Winston Churchill.
Double Black labelUn nouvel ajout, le whisky a été créé en prenant le Black Label comme modèle et en ajoutant des malts très tourbés et certains vieilli en fûts de chêne profondément calcinés.
Johnnie Walker SwingVendu dans une bouteille particulière dont le fond irrégulier lui permet de se balancer d'avant en arrière. C'est la dernière création d'Alexander II : ce blend contient une grande proportion de whiskies du Speyside, complétés par des malts du Nord des Highlands et d'Islay. Son goût serait « presque aussi doux qu'un bourbon ».
Green labelUn vatted malt issus d'une quinzaine de single malts de 15 ans dont on reconnait Talisker, Cragganmore, Linkwood et Caol Ila. Il se caractérise par sa rondeur et sa fraîcheur. Fin 2012 on annonçait la fin de ce label mais la production a quand même continué de façon limitée.

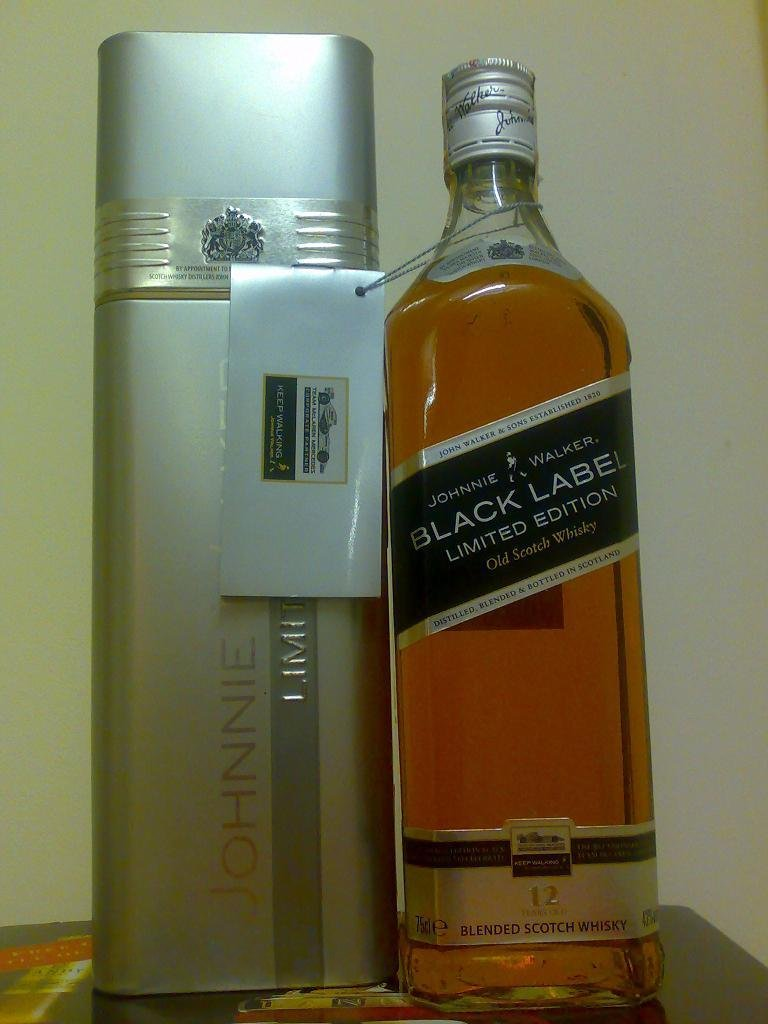
Black Label, Édition limitée pour l'équipe de F1 McLaren Mercedes

Gold labelUn blend de 15 single malts (dont le très rare Clynelish) de 15 ou 18 ans d'âge. Il est issu des constats d'Alexander II, qui cherchait un whisky pour fêter le centenaire de Johnnie Walker. Ses efforts ont été gênés par le manque de single malts à l'issue de la Première Guerre mondiale. Il est très rond en bouche avec des tendances mielleuses et sucrées. Il a été remplacé par une version un peu moins chère, le Gold label Reserve en 2013.
Platinum labelLe dernier né de la gamme, il a vu le jour en 2013, il est âgé de 18 ans..
Blue labelCréé en 1992, c'est le blend le plus prestigieux de la marque. Un mélange de whiskies dont certains ont plus de 50 ans. Chaque bouteille est numérotée et vendue dans une boîte fermée d'un ruban de soie. Ce blend se caractérise par une grande maturité et complexité.
Johnnie Walker produit également des éditions spéciales, comme le black label « McLaren Mercedes », en l'honneur de l'équipe de Formule 1 que la marque sponsorise, ou le « Blue label 1805 », une bouteille limitée à 200 unités au monde sortie en 2005 pour fêter les 200 ans de la marque.

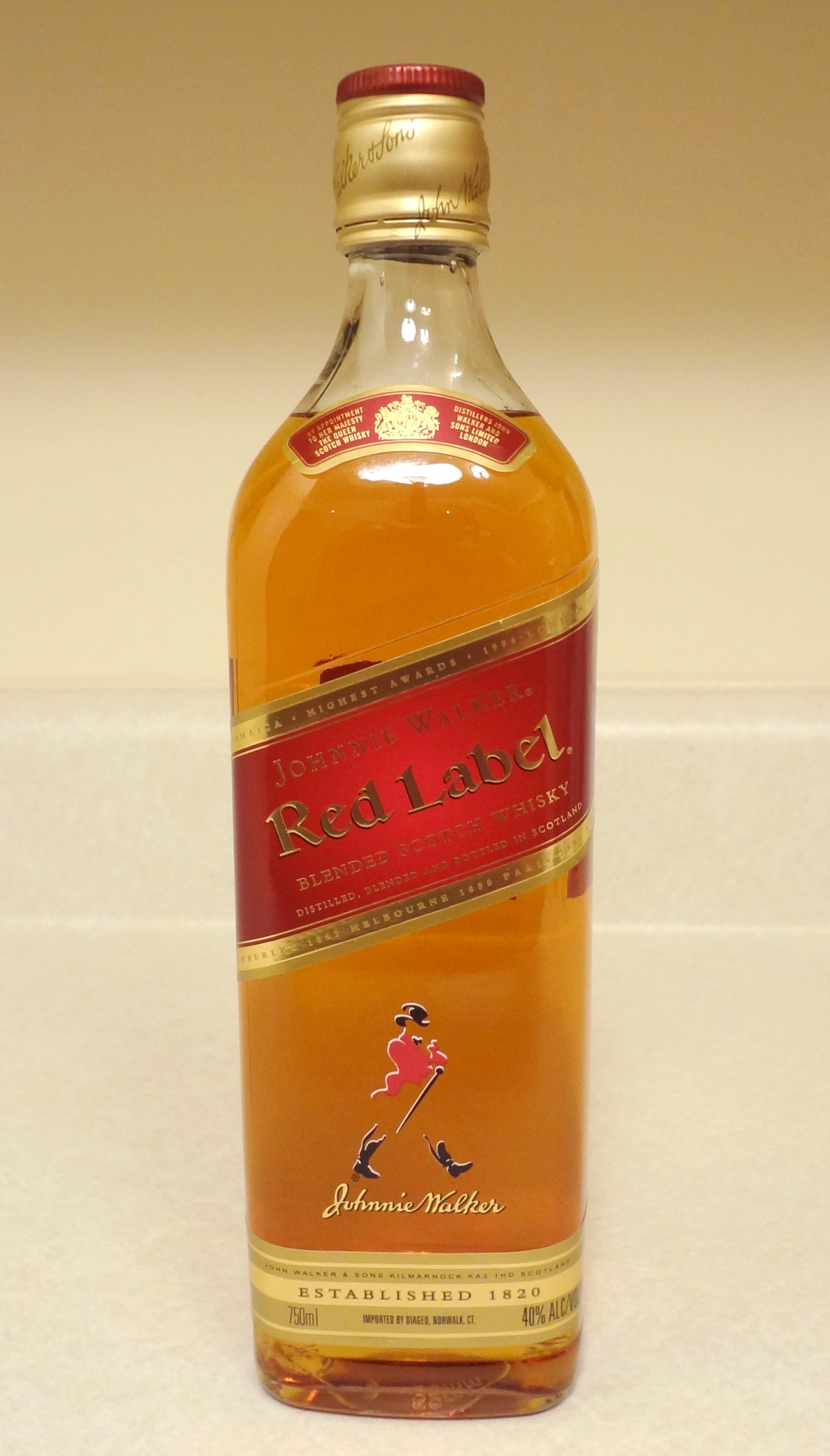
Johnnie Walker Red Label
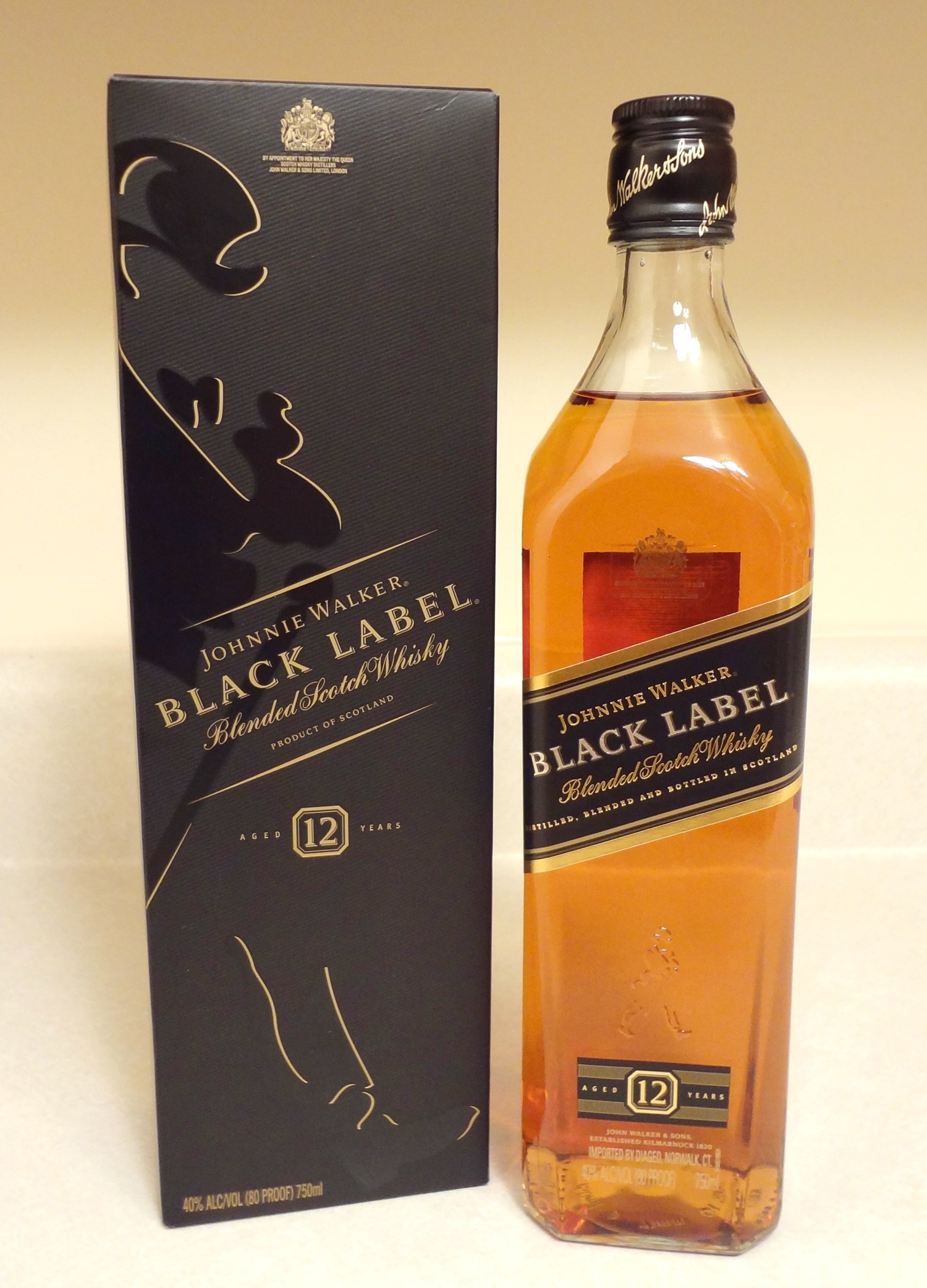
Johnnie Walker Black Label
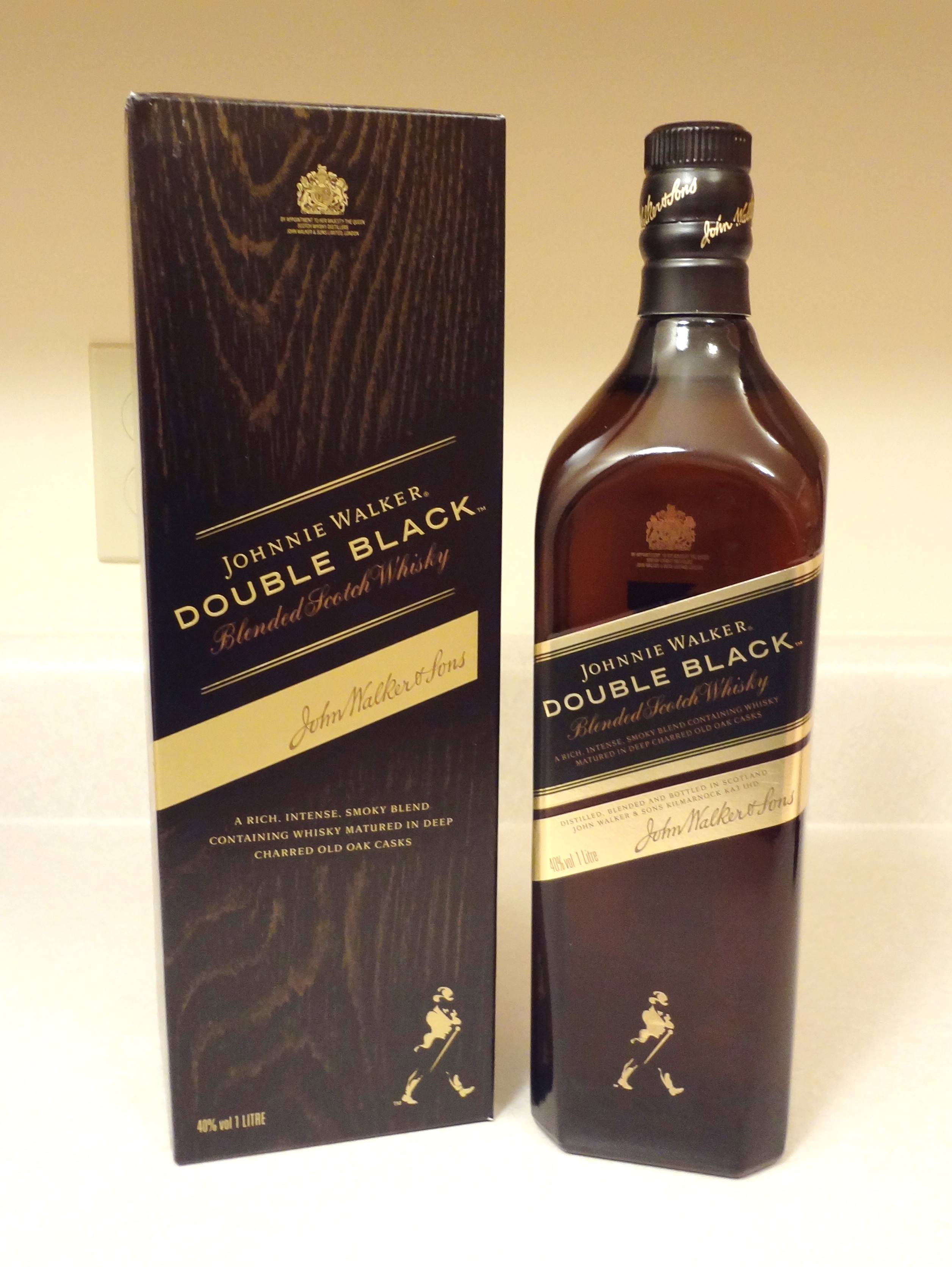
Johnnie Walker Double Black
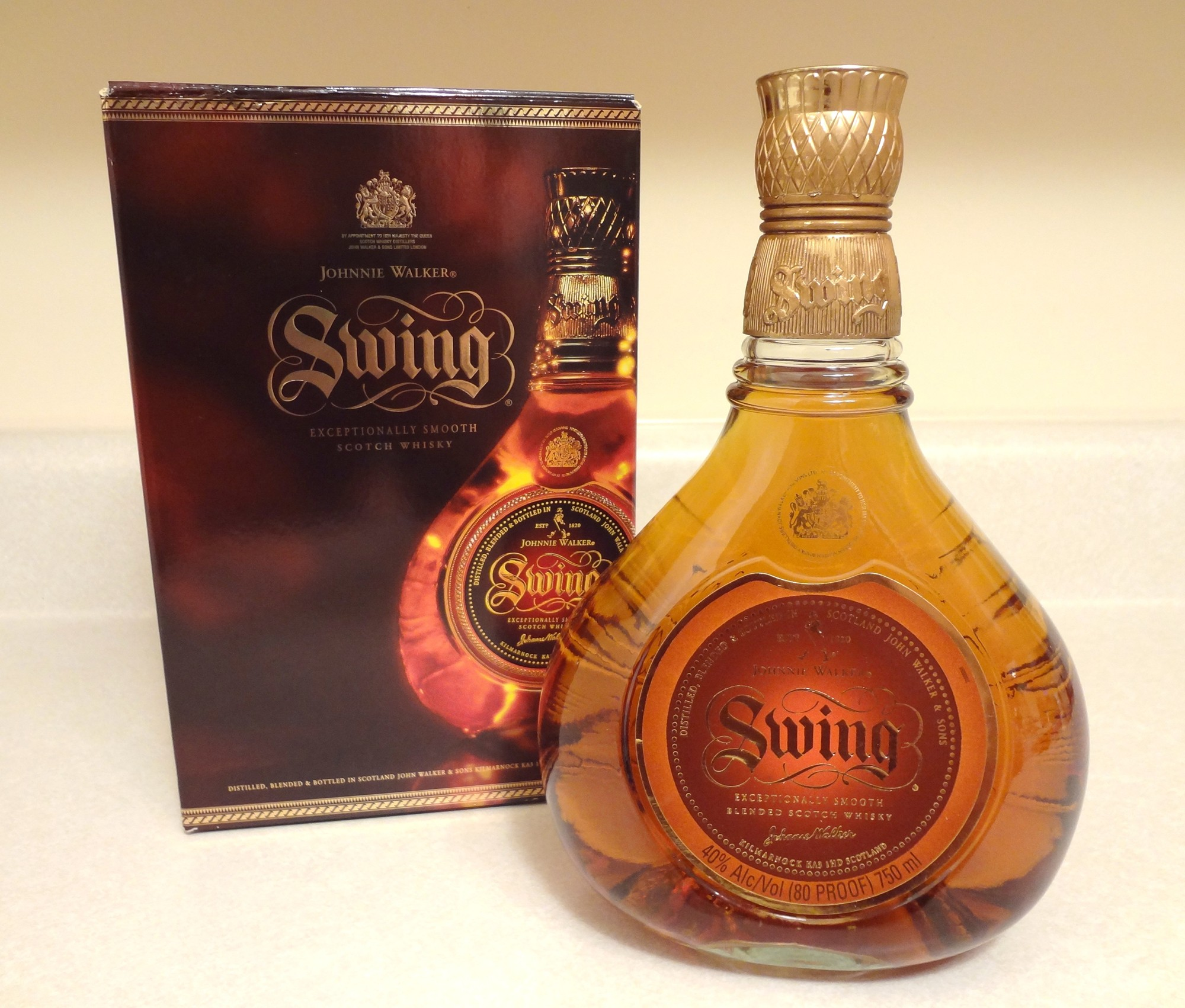
Johnnie Walker Swing
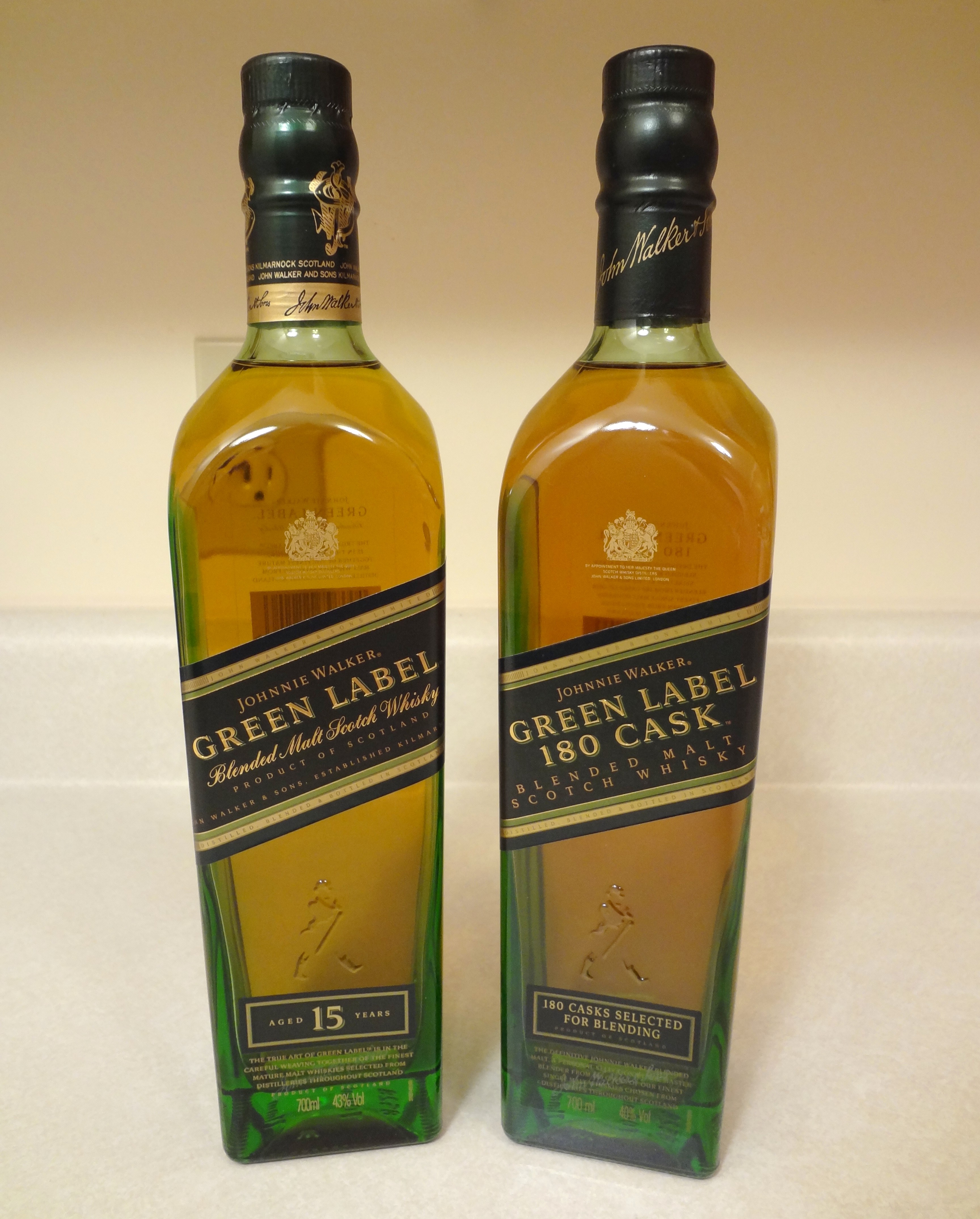
Johnnie Walker Green Label & Green Label 180 Cask
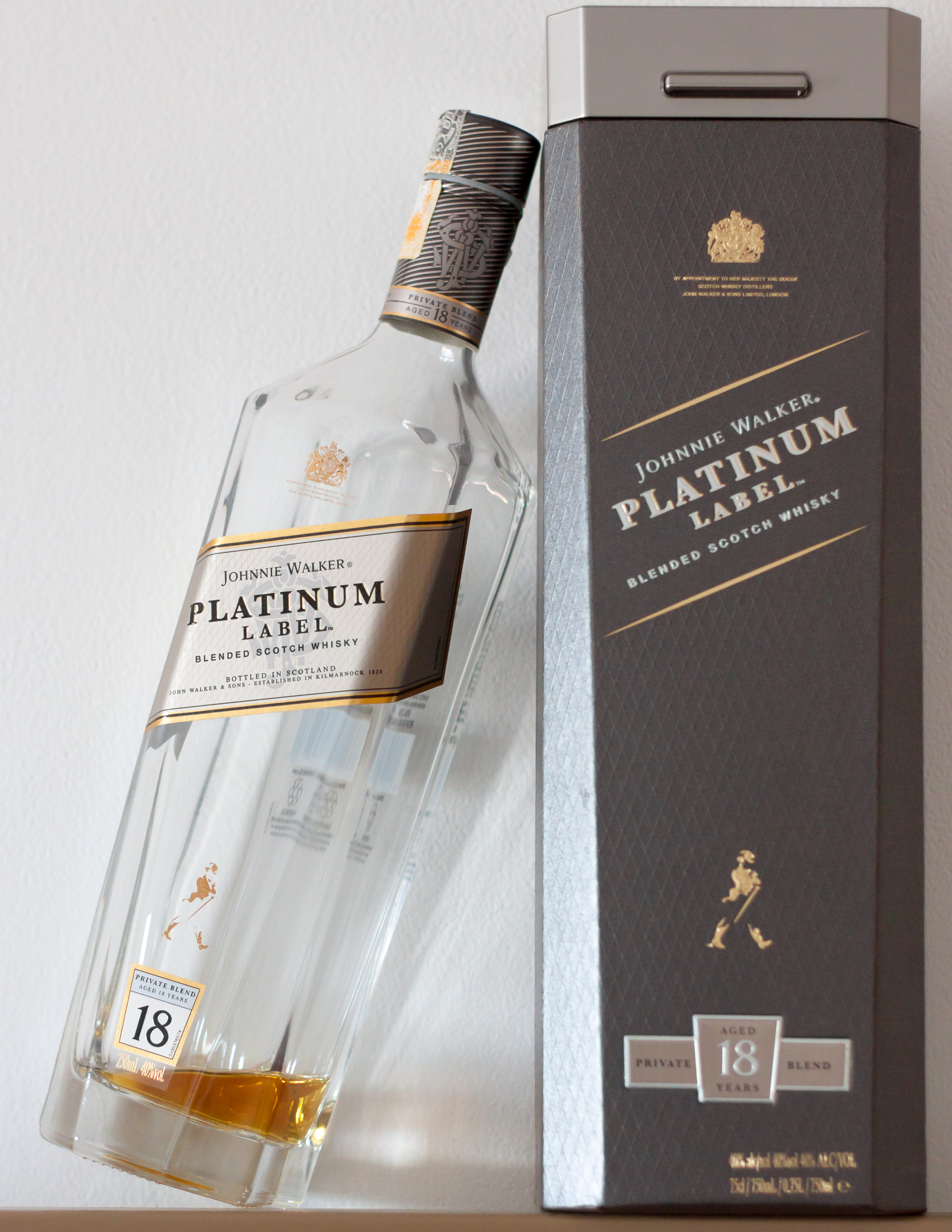
Johnnie Walker Platinum Label
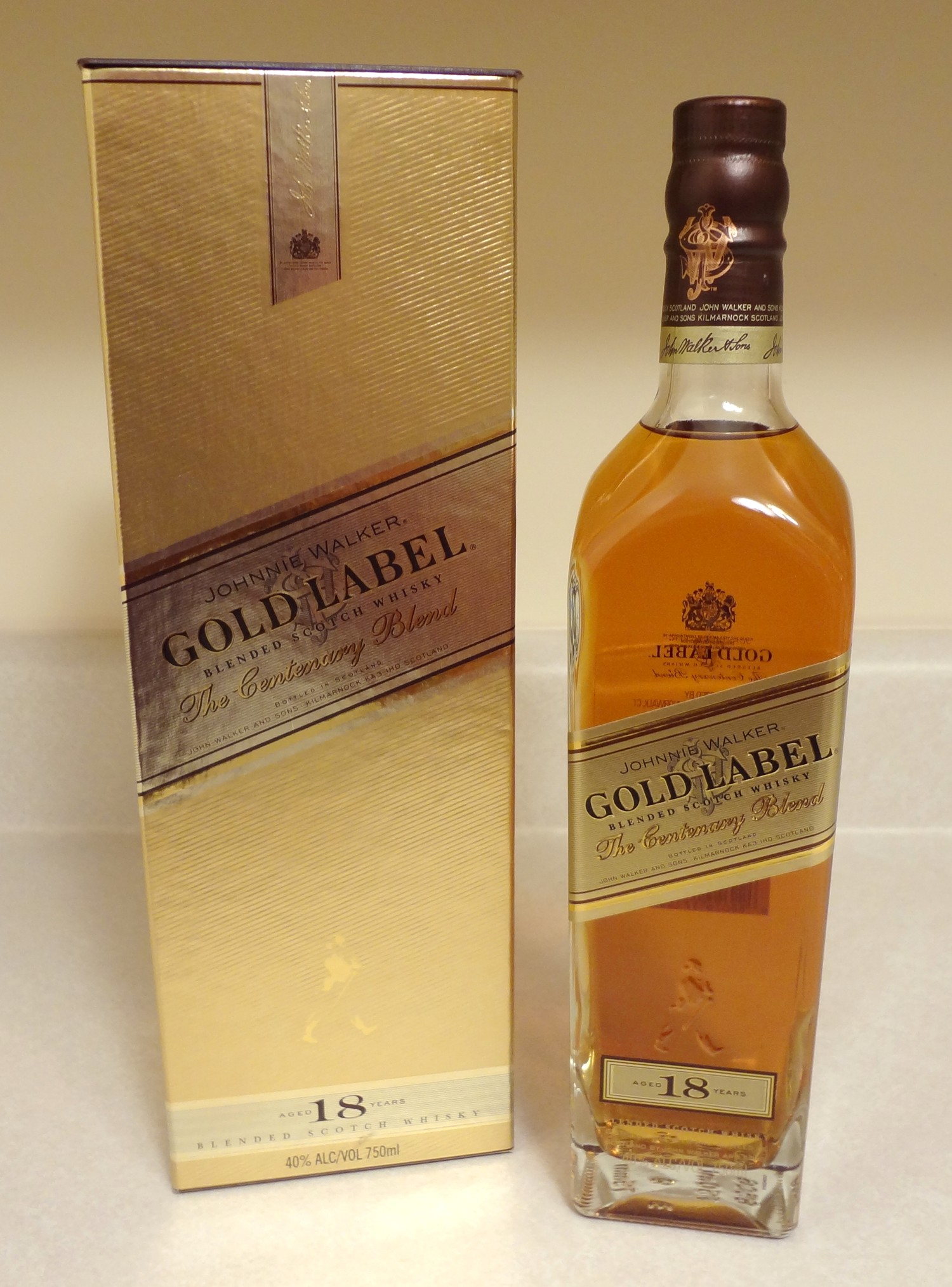
Johnnie Walker Gold Label
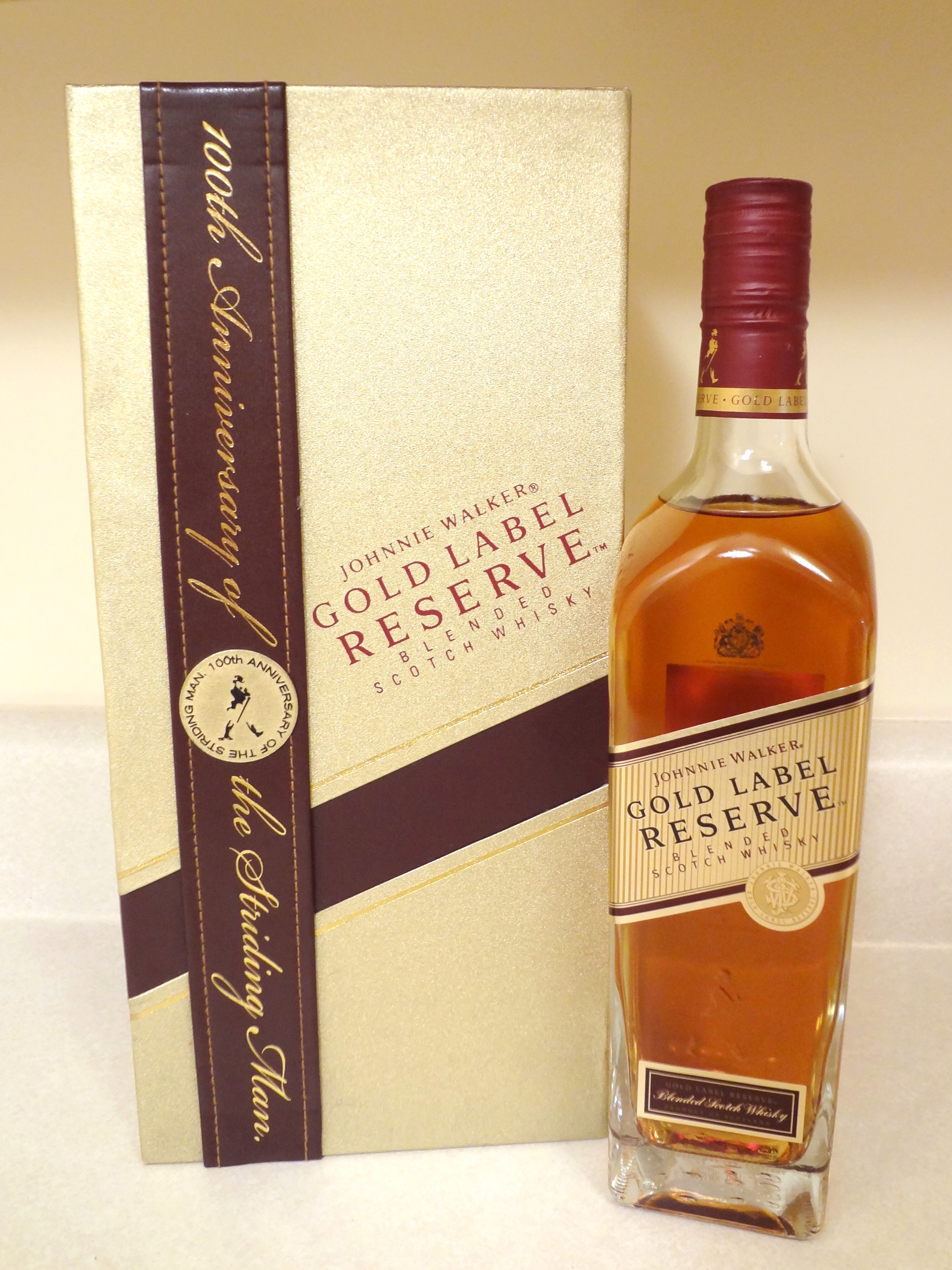
Johnnie Walker Gold Label Reserve
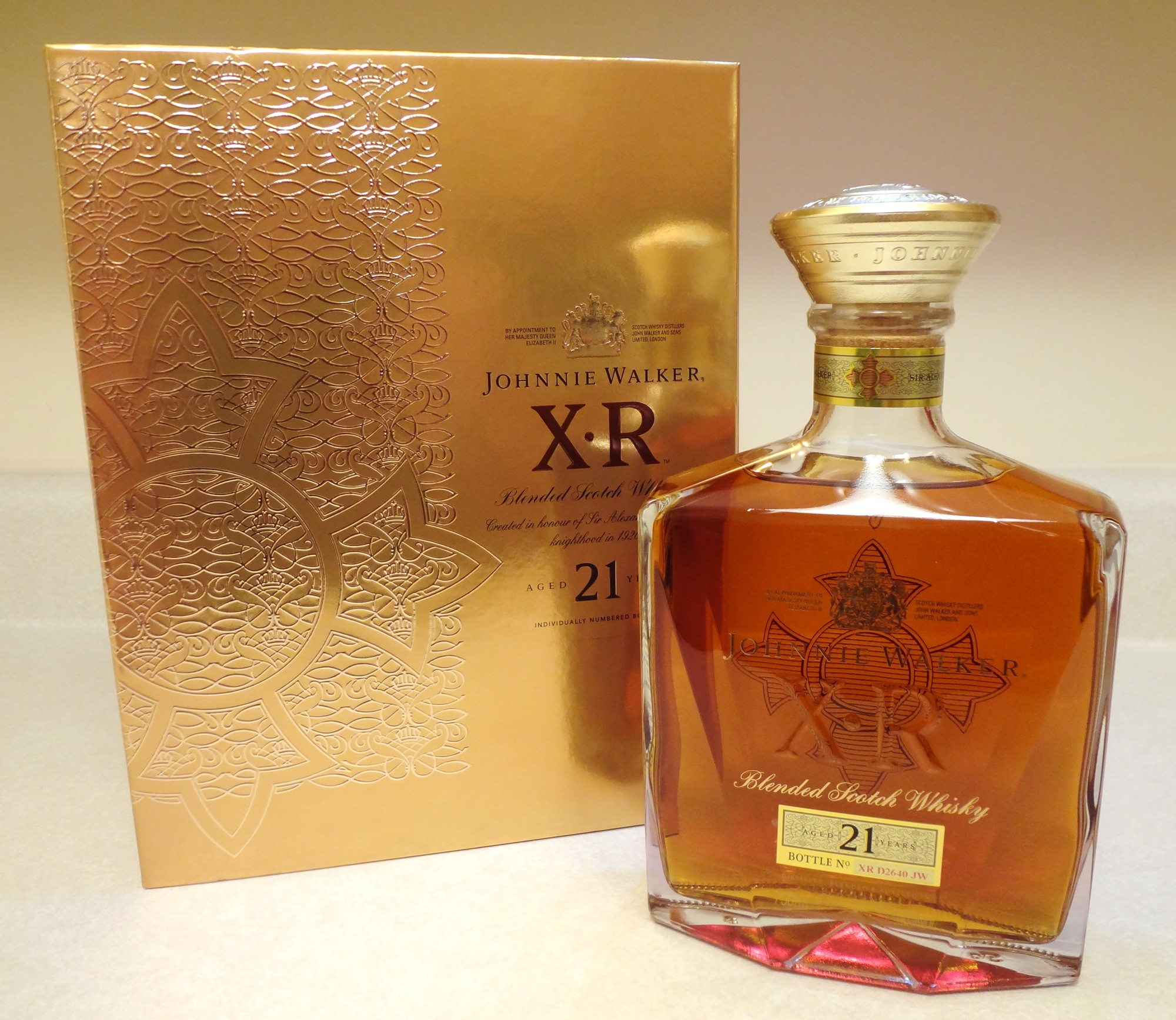
Johnnie Walker XR 21
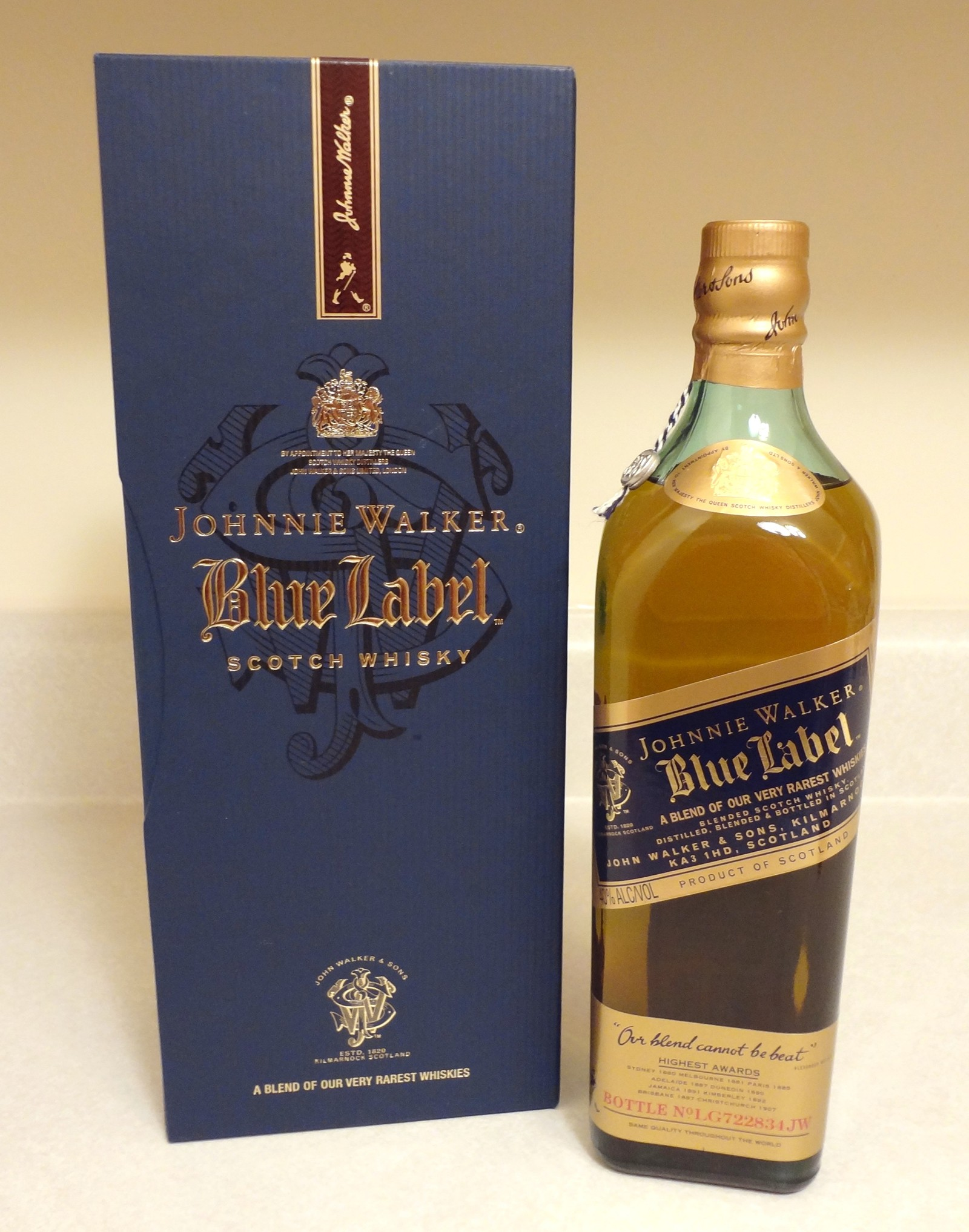
Johnnie Walker Blue Label
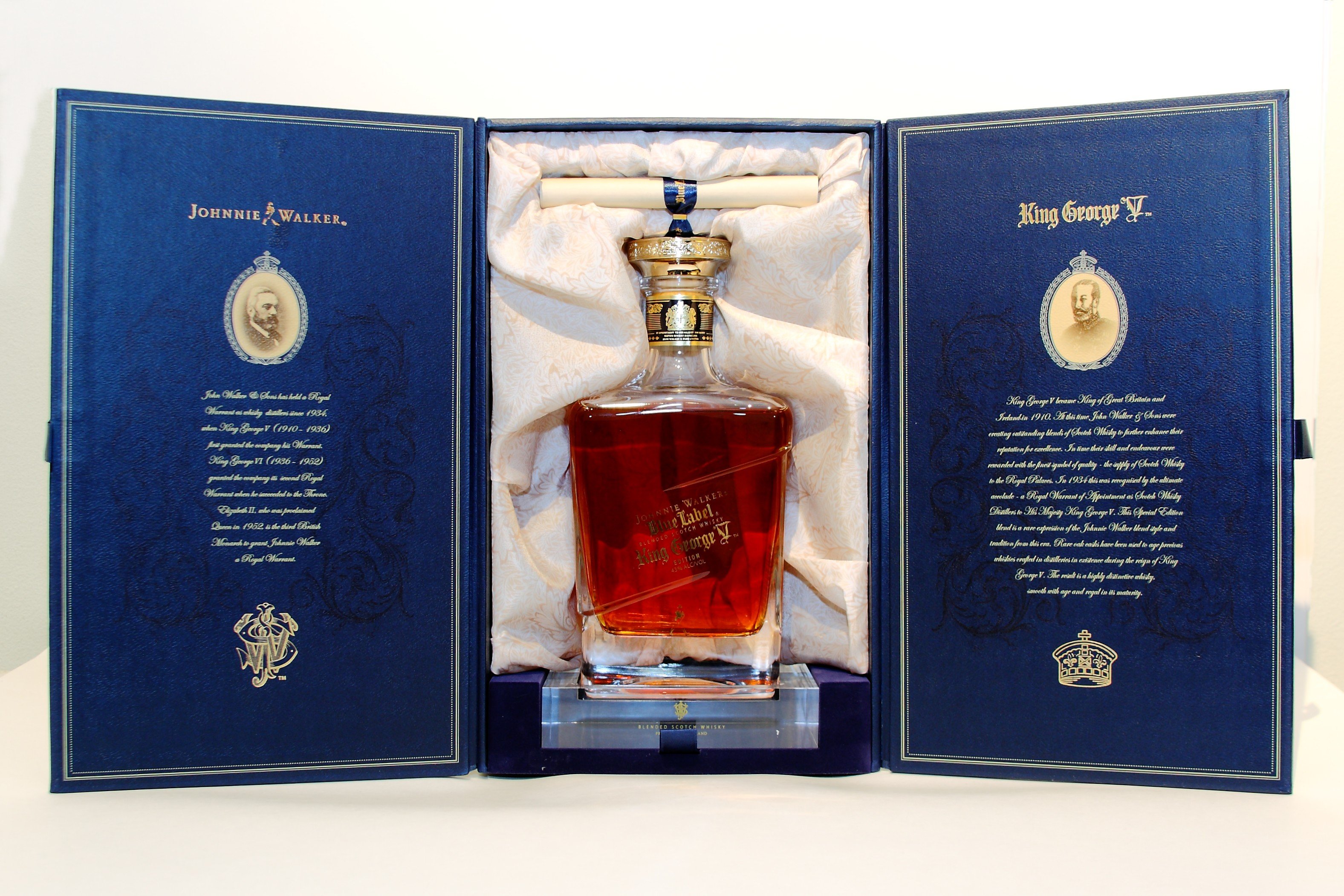
Blue Label King George V Edition